# Abdul-Ganiyu Iddi
Abdul-Ganiyu Iddi (Salaga, 23 oktober 1987) is een Ghanese voetballer die onder contract staat bij Feyenoord Fetteh. Hij is de jongere broer van profvoetballer Abdul-Yakuni Iddi.
Iddi is eveneens als zijn broer afkomstig van de Feyenoord Academy in het Ghanese Fetteh. Op 29 augustus 2009 debuteerde hij als profvoetballer toen hij voor KV Mechelen inviel in een verloren thuismatch tegen STVV.

## Statistieken
| Seizoen         | Club             | Competitie         | Competitie | Competitie | Play-offs | Play-offs | Beker | Beker | Totaal | Totaal |
| Seizoen         | Club             | Competitie         | Wed.       | Dlp.       | Wed.      | Dlp.      | Wed.  | Dlp.  | Wed.   | Dlp.   |
| --------------- | ---------------- | ------------------ | ---------- | ---------- | --------- | --------- | ----- | ----- | ------ | ------ |
| 2008-2009       | Feyenoord Fetteh | Premier League     | 0          | 0          | nvt       | nvt       | 0     | 0     | 0      | 0      |
| 2009-2010       | KV Mechelen      | Jupiler Pro League | 2          | 0          | 2         | 0         | 0     | 0     | 4      | 0      |
| 2010-2011       | KV Mechelen      | Jupiler Pro League | 4          | 0          | 0         | 0         | 1     | 0     | 5      | 0      |
| 2011-2012       | ASEC Mimosas     | Première Division  | 8          | 2          | 9         | 2         | 2     | 0     | 19     | 4      |
| 2013-2016       | Feyenoord Fetteh | Premier League     | 0          | 0          | nvt       | nvt       | 0     | 0     | 0      | 0      |
| Carrière totaal | Carrière totaal  | Carrière totaal    | 14         | 2          | 11        | 2         | 3     | 0     | 28     | 4      |